# Северные Подветренные острова

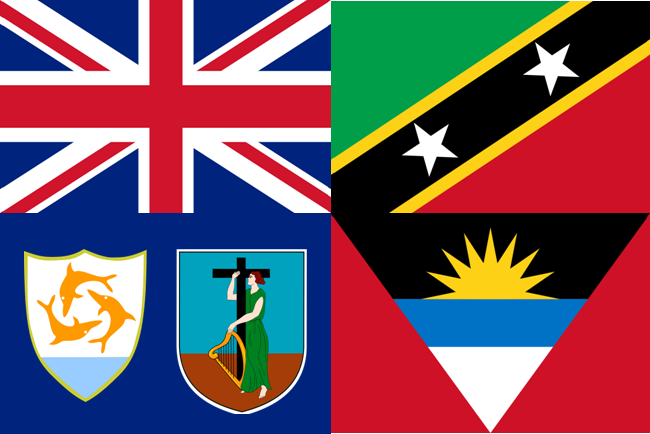
Неофициальный флаг Карибских Подветренных островов

Подве́тренные острова́ (англ. Leeward Islands; фр. Îles-Sous-le-Vent) — группа островов в составе архипелага Малые Антильские острова.

## Происхождение названия
Название этой группы островов — Подветренные — восходит к историческим временам, когда парусные суда были единственным видом транспорта через Атлантический океан. В терминологии парусного мореплавания «наветренный» означает направление к источнику ветра (против ветра), в то время как «подветренный» — противоположное направление (с подветренной стороны). В Вест-Индии преобладающие ветры, известные как пассаты, дуют преимущественно с северо-востока. Таким образом, парусное судно, отплывающее с Британского Золотого берега (или вообще из Гвинейского залива), подгоняемое пассатами, обычно сначала «сталкивалось» с Доминикой и Мартиникой — островами, наиболее наветренными к западу-северо-западу, направляясь к конечным пунктам назначения в Карибском море, Центральной Америке и юго-восточной части Северной Америки. Эти места́, Доминика и Мартиника, и стали грубой разделительной линией между Наветренными и Подветренными островами.
Первые испанские колонизаторы называли Пуэрто-Рико и острова к западу Сотавенто, что означает «Подветренные». Острова к югу и востоку от Пуэрто-Рико тогда назывались Айлас-де-Барловенто, что означает «Наветренные острова». Когда британцы получили контроль над многими Малыми Антильскими островами, они назвали Антигуа, Монтсеррат и острова к северу Leeward Islands, то есть «Подветренными островами». Гваделупа и острова к югу стали называться Windward Islands («Наветренные острова»). Позже все острова севернее Мартиники стали известны как Подветренные острова.
В современной географии на языках, отличных от английского, в частности, на нидерландском, французском и испанском, все Малые Антильские острова от Виргинских островов до Тринидада и Тобаго известны как «Наветренные острова» (нидерл. Bovenwindse Eilanden; фр. Îles du Vent; исп. Islas de Barlovento).
Острова ABC и другие острова вдоль побережья Венесуэлы, известные на английском языке как Leeward Antilles (Подветренные Антильские острова), известны на языках, отличных от английского, как просто «Подветренные острова».

## География
Подветренные острова расположены на границе северо-восточной части Карибского моря и западной части Атлантического океана. Начиная с Виргинских островов (немного восточнее Пуэрто-Рико), цепочка островов тянется на юго-восток до Гваделупы и ее зависимых территорий. В англоязычной географии термин «Подветренные острова» относится к северным островам цепи Малых Антильских островов. Более южная часть этой цепи, начинающаяся с Доминики, называется Наветренные острова. Первоначально Доминика считалась частью Подветренных островов, но в 1940 году была передана с Британских Подветренных островов Британским Наветренным островам.
Острова сейсмически очень активны, в частности, крупные извержения происходили на острове Монтсеррат в 1990-х годах и в 2009—2010 годах. Высшая точка Подветренных островов — стратовулкан Суфриер (1467 м), находящийся на острове Бас-Тер.

## История
Согласно данным радиоуглеродного анализа, карибы, в честь которых назван Карибский бассейн, предположительно мигрировали из района реки Ориноко в Венесуэле в Южной Америке, чтобы поселиться на Карибских островах около 1200 года нашей эры. За столетие, предшествовавшее прибытию Колумба на Карибский архипелаг в 1492 году, карибы в основном вытеснили таинов, говоривших по-майпурски, которые заселили эти островные цепи ранее, путём войн, истребления и ассимиляции.
Эти острова стали одними из первых частей Северной и Южной Америк, перешедших под контроль Испанской империи. Контакты с Европой начались со Второй экспедиции Христофора Колумба; многие названия Подветренных островов относятся к тому периоду.

### Британские Подветренные острова
В 1671 году Подветренные острова стали колонией Великобритании. Несмотря на сравнительно небольшие размеры, по сравнению с другими островами Карибского моря, Подветренные острова оказали серьёзное сопротивление британскому закону о гербовом сборе, хотя он был заметно менее суровым по сравнению с континентальными североамериканскими колониями.
По оценкам 1660 года, на Подветренных островах проживало около 8000 белых поселенцев и около 2000 африканских рабов. В дальнейшем это соотношение начало заметно изменяться: согласно исследованию 1678 года, белых было 10 408, а рабов — 8449 человек. В 1708 году количество белых людей сократилось до 7311 человек, а число рабов выросло до примерно 23,5 тысяч.
В 1816 году колония как федерация островов была распущена, и отдельными островами начали управлять индивидуально. В 1833 году колония была восстановлена.

## Наиболее известные острова архипелага
В состав Подветренных островов входят два независимых государства и одиннадцать зависимых территорий. С северо-запада на юго-восток основные острова архипелага:
- Виргинские острова
  - Испанские Виргинские острова (США)
    - Кулебра (муниципалитет Пуэрто-Рико)
    - Вьекес (муниципалитет Пуэрто-Рико)

  - Американские Виргинские Острова (США)
    - Сент-Томас
    - Сент-Джон
    - Санта-Крус
    - Уотер[англ.]

  - Британские Виргинские Острова (Британская Корона)
    - Йост-Ван-Дейк
    - Тортола
    - Верджин-Горда
    - Анегада
- Ангилья (Британская Корона)
- Сен-Мартен (Франция/Нидерланды)
- Сен-Бартелеми (Франция)
- Саба (Нидерланды)
- Синт-Эстатиус (Нидерланды)
- Сент-Китс и Невис
  - Сент-Китс
  - Невис
- Антигуа и Барбуда
  - Барбуда
  - Антигуа
  - Редонда (необитаем)
- Монтсеррат (Британская Корона)
- Гваделупа (Пятая Французская республика)
  - Ла-Дезирад (зависимая территория Гваделупы)
  - Ле-Сент (зависимая территория Гваделупы)
  - Мари-Галант (зависимая территория Гваделупы)
  - Бас-Тер
  - Гранд-Тер